# Dedrád

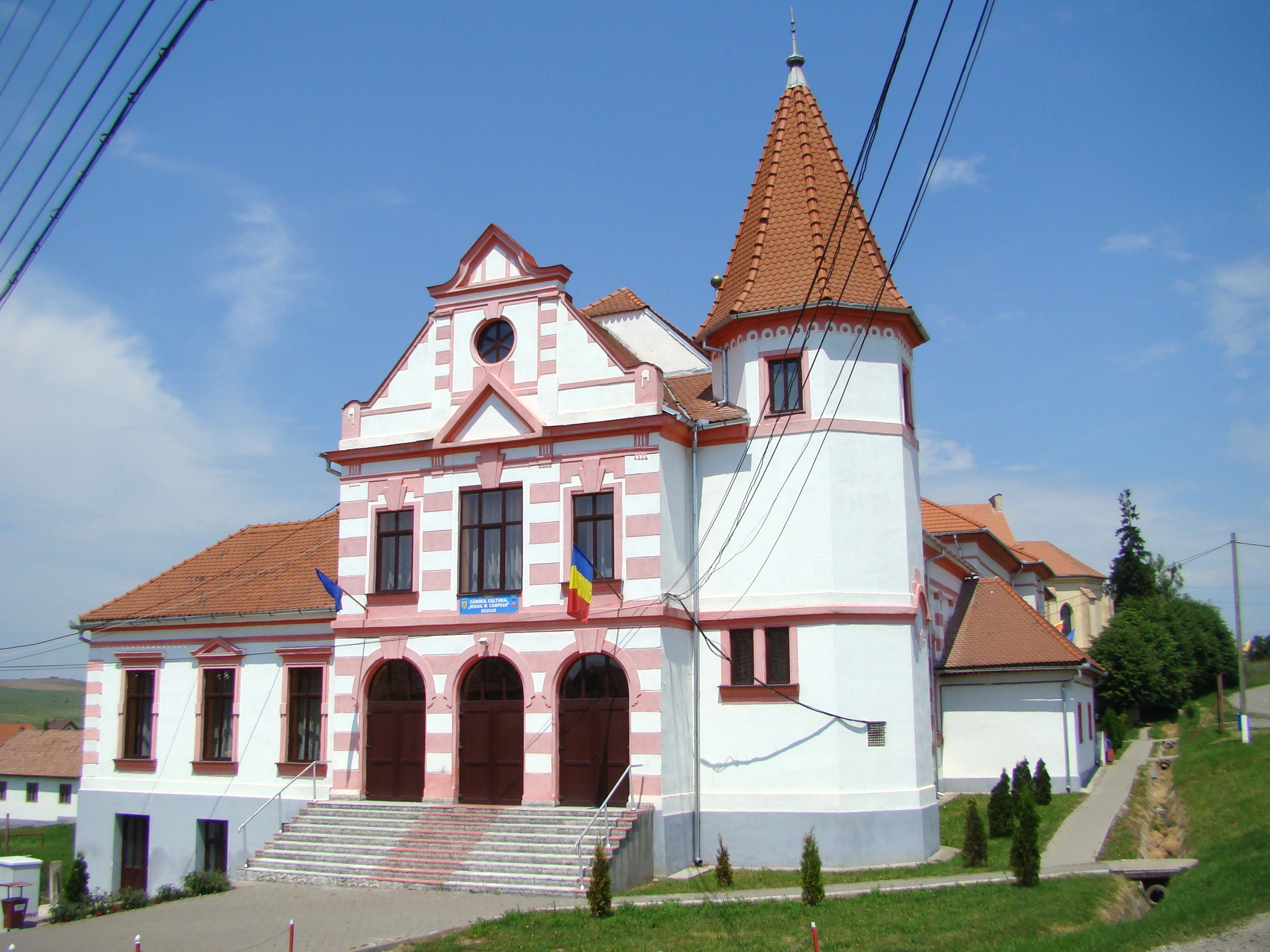
Művelődési ház

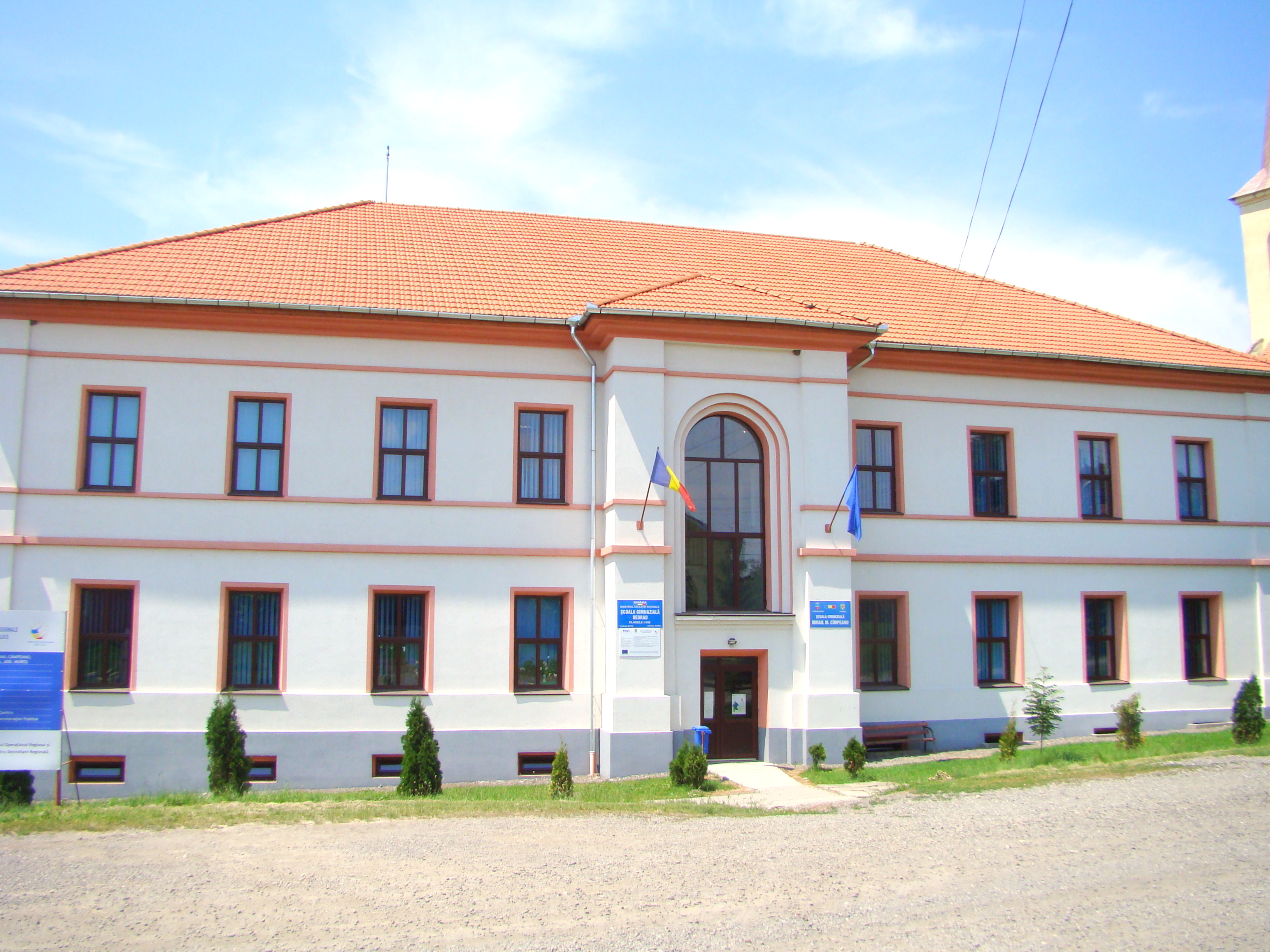
Általános iskola

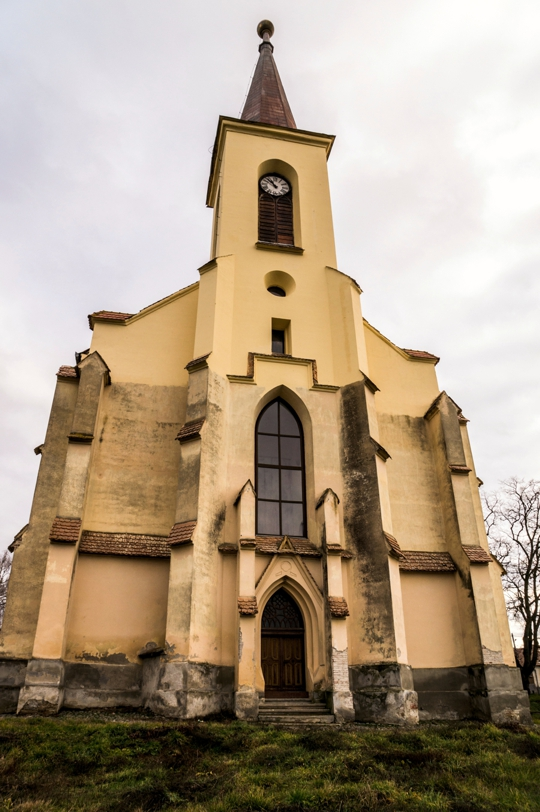
Evangélikus templom

Dedrád (románul: Dedrad, németül: Zepling vagy Deutsch-Zepling, szász nyelven Zaiplenk) falu Romániában, Erdélyben, Maros megyében.

## Fekvése
Szászrégentől hat km-re északkeletre fekszik.

## Nevének eredete
Neve szláv személynévi eredetű (*Dĕdoradъ). Történeti névalakjai: Dedraad (1319), Dedrad (1325), Drad és Drydag (1332–1335), Dedrada (1474), Dedrat (1750), Dedra (1760–1762). 1808-ban németül Zepling, románul Dredá, 1873-ban magyarul Dédrád.
Az első birtokösszeírások alapján azonban valószínű, hogy eredetileg a mai Dedrád viselte a Széplak (1228: Sceploc) nevet, itt lehetett a Kacsics nemzetség birtokközpontja és a szászok betelepülésekor költöztették lakóit Dedrádszéplakra. Német neve valószínűleg szintén a magyar Széplakból való.

## Története
A 13. században települt szász lakossággal. 1325-ben már iskoláját is említették. Eredetileg szabadfalu, később jobbágyfalu volt Kolozs vármegyében. 1607-ben azonban a közösség szabad bíráskodási jogot kapott Rákóczi Zsigmondtól, amibe a földbirtokosok nem szólhattak bele. Ezt a szabadalmat később többször is megerősítették. Az első kőházakat egy 1864-es tűzvész után építették, addig szalmával fedett faházakban laktak. A dedrádi szászok eladásra hagymát termesztettek.
1820 körül földjeit archaikus módon nyilas osztással művelték. A határ korábban huszonöt, akkoriban ötven „nyílra” oszlott. 10-12 évente ezeket újraosztották a falusiak között.
1924 és 1929 között 320 szász lakója költözött Nagyszebenbe, Nagydisznódra és Szentágotára. Szász lakosságának többségét, 388 családot a visszavonuló német csapatok 1944. szeptember 12-én Németországba költöztették. Helyükre 334 román, kisebb részt magyar család települt be. Az elmenekült szászok közül 1945 őszéig 357-en tértek vissza.
A római katolikusok 1985–1986-ban egy magánházat kápolnává építettek át.

## Népessége
- 1850-ben 1809 lakosából 1717 volt német, 57 cigány és 35 román nemzetiségű; 1774 evangélikus és 35 görögkatolikus vallású.
- 1910-ben 2043 lakosából 1927 volt német, 46 cigány, 45 magyar és 25 román anyanyelvű; 1935 evangélikus, 58 református és 43 görögkatolikus vallású.
- 2002-ben 1526 lakosából 1394 volt román, 51 német, 50 magyar és 31 cigány nemzetiségű; 1385 ortodox, 56 evangélikus és 33 római katolikus vallású.

## Látnivalók
- Evangélikus temploma 1882 és 1884 között épült, neogótikus stílusban.